# Akkajaure
Akkajaure (lule Áhkájávrre) – jeden z największych zbiorników wodnych w Szwecji.  Leży w górnym biegu rzeki Lule w Norrbotten w szwedzkiej Laponii, na terenie parku narodowego Stora Sjöfallet. Jezioro powstało po wybudowaniu tamy Suorva w latach 1913-1923, jej wysokość wynosi 453 m. Gdy zbiornik jest pełny, maksymalna głębokość wynosi 92 m, a jego średnia głębokość wynosi około 30 m. Ponieważ zasila ono elektrownie wodną głębokość jeziora może wahać się do 30 m. 
W dniu 8 stycznia 2016 r. lot West Air Sweden 294 rozbił się w pobliżu Akkajaure, w wyniku katastrofy zginęli obaj członkowie załogi.